# Gouvernorat de Muharraq
Le gouvernorat de Muharraq (arabe : محافظة المحرق Muhafazat al-Muharaq) est l'un des gouvernorats de Bahreïn.
La province est constituée de l'Île de Muharraq, abritant Muharraq, deuxième plus grande ville du royaume avec notamment son aéroport international.